# Bombita Rodríguez
Bombita Rodríguez és un personatge fictici creat per Diego Capusotto i Pedro Saborido -encarnat pel primer- per al programa de TV Peter Capusotto y sus vídeos, emès originalment pel Canal 7 (Argentina).

## Història
Va aparèixer per primera vegada el 5 de maig de 2008. Descrit al programa com "el Palito Ortega montonero", és un cantant i actor argentí de la dècada de 1970, integrant de l'organització peronista Montoneros, que difon les doctrines peronista i marxista amb cançons populars, a l'estil de Palito Ortega. La broma s'originà en la combinació d'elements antinòmics: la cançó que generalment pondera l'optimisme, l'amor per la família i els valors cristians és substituïda per consignes del peronisme revolucionari i el comunisme, en clau d'absurd.

## Context
L'enorme acceptació del personatge (i la multiplicació de la seva fama a través de YouTube) ho va portar a discussions entre diversos periodistes i intel·lectuals de l'Argentina, com Horacio González, Jorge Fontevecchia, Pablo Alabarces i Rocco Carbone, entre d'altres.
Han estat comparats amb Bombita -amb diferents intencions- el dirigent Luis D'Elía, el funcionari Guillermo Moreno, el periodista Horacio Verbitsky, el cantant Dean Reed, el compositor Dmitri Xostakóvitx, entre d'altres.
Alguns, com Jorge Fontevecchia van interpretar el personatge com una crítica a l'esquerra. Tot i això, Diego Capusotto ha afirmat que no era així.
Palito Ortega va rebre de bon grat la paròdia de Capusotto i fins i tot va expressar el seu desig de cantar amb ell.

## Biografia
Fill d'Evelyn Tacuara (en al·lusió al Moviment Nacionalista Tacuara), vedette del nacionalisme catòlic, que li va inculcar el seu amor per la música, i de Grunkel "Cacho" Abramov, més conegut com el pallasso Barricada, "el més renomenat clown del trotskisme, qui li va llegar la seva passió per les masses". El seu veritable nom és Pius Abramov. Va fer furor als '70, cançons, pel·lícules i xous de TV. I va tenir un rival: Cecilio (també interpretat per Capusotto), el cantant de la reacció ortodoxa (l'altre exponent musical del qual va ser el grup Los López Reggae), ídol de Tradició, Família i Propietat qui mitjançant les seves cançons defensava el lliure mercat, els valors catòlics i la persecució de comunistes. Actualment, Bombita viu exiliat a Cuba.

## Treballs
- LP: Ritmo, amor y materialismo dialéctico; La sonrisa de mamá es como la de Perón; Carnaval carioca peronista.
- Singles: "La lucha armada" (con la música de "Viva la vida", de Palito Ortega), "Armas para el pueblo", "La clase obrera es lo mejor", "Expropiar", "A bailar el Mao Mao" (en alusión a Mao Zedong), "Por la liberación", "La sonrisa de mamá es como la de Perón" (sobre "La sonrisa de mamá", del mismo Ortega), "Fusiles de caramelo", "El pícnic de los montoneros", "Tercera posición", "Revolución" (sobre la música de «Only you»), "Socialismo espacial y popular", "Carnaval carioca peronista", "Eres Una Burguesa que Finalmente Te Adherirás Al Movimiento Justicialista" (basada en "Olvídame y pega la vuelta" de Pimpinela), "Un oligarca de mierda más", "Navidad peronista", "Correbombita" (basado en El Coyote y el Correcaminos), el blues "Mejor Perón", "Las jotapé" (basada en "Aserejé"), "Montonerísima"
- Películas: Amor y frente de masas, Me gustan tus ojos y tu pensamiento leninista, ¡Qué linda es mi familia, lástima que sean unos burgueses sin conciencia nacional! (parodia de ¡Qué linda es mi familia!), Las aventuras del montonero invisible, Montoneros contra los burócratas sindicales del espacio, El pícnic de los montoneros, Vení que te monto... nero (parodia de las películas de Porcel y Olmedo), Agente 0017 de Octubre al servicio del justicialismo, El Rey Perón, Peter Far, Al socialismo y más allá, Monto y Remonto y, protagonizadas por Isabel Sarli, Orgasmo peronista y Noches de sexo y justicialismo.
- TV: En Argentina, El show del Monto Yiyo, Bob Esmonto,Imberbes y Perón pregunta (con la participación de Juan Domingo Perón); en Cuba, el Show de VideoMarx, Rolando Rivas marxista y 100% Lucha de clases. En Estados Unidos produjo, junto a los hermanos Warner, el dibujo animado Correbombita.
- Espectáculos: Montonerísima (parodia de las revistas porteñas).
- Publicidad: el fijador "La Orga", el juego de mesa "El Montonero mágico", el sacacorchos "Juan Domingo Tirabuzón", el aceite "Montonero", la goma de mascar "Boombita", el alfajor "Jorgito Antonio" (por Jorge Antonio) y las toallas femeninas "Siempre libres o muertos jamás esclavos".

## Personatges secundaris
- Cecilio, cantant anticomunista, contrafigura de Bombeta. L'estil i les cançons van ser presos de Sandro. No és així la seva ideologia.
- Els López Reggae, l'altra banda de l'"ortodòxia" que, a través d'un ritme llavors poc conegut a l'Argentina (el reggae) defensaven el peronisme tradicional. El nom de la banda fa referència a José López Rega, ministre d'acció social del tercer govern de Perón i representant del peronisme de dreta. El seu èxit més conegut va ser «L'esposa del General ara és Isabel».
- Raphaerp, cantant el nom del qual al·ludeix a l'espanyol Raphael ia l'Exèrcit Revolucionari del Poble (ERP). El seu LP Yo soy del ERP, va ser produït per Bombita. A la lletra del tema que dóna nom a l'àlbum -amb la melodia de «Yo soy aquel»- es reivindica com a "marxista, leninista, trotskista i guevarista", però "no peronista". El seu estil (però no la seva ideologia) paròdia Raphael.
- Roberto Caños, el "Bombita brasiler" que també va tenir alguns èxits produïts per Bombita com "El monto que está triste y azul" i "Volveré y seré millones de amigos y así más fuerte poder cantar". El seu nom al·ludeix a Roberto Carlos i al que, a l'argot, s'anomena "caño", una bomba casolana usada per les organitzacions guerrilleres.
- El Monto Yiyo, marioneta inspirada en el Topo Gigio . Monto Yiyo pertanyia, igual que Bombita, als Montoneros, d'aquí el seu nom. És el net del ratolí Pérez, al qual qualifica de "ratolí burgès".
- Carlitos Fap-Far, amic i company de Bombita, apareix per primera vegada a El pícnic de los Montoneros com a recurs còmic, clarament emulant a la forma de parlar i estil d'humor de Carlitos Balá. El cognom es compon de les sigles FAP i FAR, dues organitzacions guerrilleres d'Argentina. També va coprotagonitzar la pel·lícula Monto i Re-Monto (paròdia de Tonto y Retonto), produïda per Bombita.
- Pipo Perdía, l'altre protagonista de Tonto y Retonto .
- Mily i Tanca, el duo format per dues germanes (Pili i Mili), que interpreten el hit «La Jotapé» («Aserejé»).
- El Gordo Jorgerp, company de Bombeta que apareix a Vení que te monto... nero, el seu nom és una barreja de Jorge amb ERP. Fa referència a la Grossa (Jorge) Porcel.
- Frank Wilder, productor de cinema nord-americà, conegut com el "Walt Disney montonero". El seu gran anhel era convertir els Estats Units en una nació peronista.
- Alberto Olpmedo, còmic emblema de l'⁣Organització per a l'Alliberament de Palestina (OLP), apareix a la revista Montonerísima. Pren el seu nom d'Alberto Olmedo.
- Andrés Calamao, cantant el nom del qual al·ludeix a Andrés Calamaro. El seu estil (però no la seva ideologia) paròdia Andrés Calamaro.

## Crítiques
| «               | (castellà) (...) congela nuestra sonrisa, nos atemoriza y angustia hasta conmovernos porque en realidad insinúa, sin reticencia, la historia de Montoneros en particular, pero también de las demás organizaciones armadas de los setenta, en general, las más obscenas aberraciones del terrorismo de Estado en Argentina en las décadas de 1970 y 1980, en la sincronía, y por extensión la historia de los treinta mil desaparecidos. En este sentido, Bombita se nos aparece como un incuestionable modo de la memoria. | (català) (...) congela el nostre somriure, ens atemoreix i angoixa fins a commoure'ns perquè en realitat insinua, sense reticència, la història de Montoneros en particular, però també de les altres organitzacions armades dels setanta, en general, les més obscenes aberracions del terrorisme d'Estat a Argentina a les dècades de 1970 i 1980, en la sincronia, i per extensió la història dels Detinguts desapareguts a Argentina trenta mil desapareguts. En aquest sentit, Bombita se'ns apareix com una inqüestionable manera de la memòria. | » |
| — Rocco Carbone | | |   |

| «                  | (castellà) La representación del cómico permite tener un acceso incómodo y delirante a lo que de otro modo se presenta como un exceso de memoria, es decir, como una fijación del pasado como pasado. | (català) La representació del còmic permet tenir un accés incòmode i delirant al qual altrament es presenta com un excés de memòria, és a dir, com una fixació del passat com a passat. | » |
| — Gago y Sztulwark | | |   |